# کارتاس-کازمالیار
کارتاس-کازمالیار (به لاتین: Kartas-Kazmalyar) یک منطقهٔ مسکونی در روسیه است که در شهرستان محرم‌کند واقع شده‌است.